# Aishwarya Mishra
Aishwarya Kailash Mishra (* 16. August 1997) ist eine indische Sprinterin, die sich auf den 400-Meter-Lauf spezialisiert hat.

## Sportliche Laufbahn
Erste internationale Erfahrungen sammelte Aishwarya Mishra im Jahr 2023, als sie bei den Asienmeisterschaften in Bangkok in 53,07 s die Bronzemedaille über 400 Meter hinter der Sri-Lankerin Nadeesha Ramanayake und Farida Soliyeva aus Usbekistan gewann. Zudem gewann sie mit der indischen 4-mal-400-Meter-Staffel in 3:33,76 min gemeinsam mit Rezoana Mallick Heena, Jyothika Sri Dandi und Subha Venkatesan die Bronzemedaille hinter den Teams aus Vietnam und Sri Lanka und in der Mixed-Staffel siegte sie in 3:14,70 min gemeinsam mit Rajesh Ramesh, Amoj Jacob und Subha Venkatesan. Anschließend belegte sie bei den Asienspielen in Hangzhou in 53,50 s den vierten Platz im Einzelbewerb und gewann mit der Staffel in 3:27,85 min gemeinsam mit Vithya Ramraj, Prachi und Subha Venkatesan die Silbermedaille hinter dem bahrainischen Team.

## Persönliche Bestleistungen
- 200 Meter: 23,57 s (−0,2 m/s), 5. April 2022 in Thenhipalam
- 400 Meter: 51,18 s, 3. April 2022 in Thenhipalam